# Cratere Lindbergh
Lindbergh è un cratere lunare di 13,34 km situato nella parte sud-orientale della faccia visibile della Luna.